# Echoriath Montes
Gli Echoriath Montes sono una formazione geologica sulla superficie di Titano.
Prendono il nome dagli Echoriath, catena montuosa dell'universo immaginario di Arda, creato dallo scrittore J. R. R. Tolkien.